# باب‌اسفنجی شلوارمکعبی (فصل ۹)
فصل نهم سریال تلویزیونی انیمیشن باب اسفنجی شلوار مکعبی است که توسط زیست‌شناس و انیماتور استیون هیلنبرگ، پخش این فصل از ۲۱ ژوئیه ۲۰۱۲ تا ۲۰ فوریه ۲۰۱۷ در شبکه نیکلودئون در ایالات متحده بود و شامل ۲۶ قسمت (۴۹ بخش) بود، با قسمت «خال‌های شدید» شروع می‌شود. این فصل آخرین فصلی بود که توسط استودیو پرشین تون دوبله و پخش شد. در این فصل مدیر اجرایی تولید به عهده استیون هیلنبرگ و نویسندگی به عهده پائول تیبیت بود.